# Радотич, Бруно
Бруно Радотич (хорв. Bruno Radotić, род. 28 июня 1983, Загреб) — хорватский шоссейный велогонщик.

## Карьера
В 2009 году стал чемпионом Хорватии в индивидуальной гонке. Ещё четыре раза в период с 2006 по 2011 год становился призёром в этой же дисциплине. В 2014 году стал чемпионом Хорватии по велокроссу.
В 2017 году после дисквалификации Матии Квасины стал во второй раз чемпионом Хорватии в индивидуальной гонке. Также в этом году на чемпионате Хорватии занял второе в групповой гонке.

## Семья
Младшая сестра Миа Радотич также велогонщица и является многократной чемпионкой Хорватии по велоспорту. 

## Достижения

### Шоссе
2006
3-й на Чемпионат Хорватии — индивидуальная гонка
2008
2-й на Чемпионат Хорватии — индивидуальная гонка
2009
 Чемпион Хорватии — индивидуальная гонка
Nagrada Stubič Toplica
2010
2-й на Чемпионат Хорватии — индивидуальная гонка
2011
3-й на Чемпионат Хорватии — индивидуальная гонка
3-й на Nagrada Stubič Toplica
2012
Nagrada Stubič Toplica
Nagrada Radoboja
2017
 Чемпион Хорватии — индивидуальная гонка
2-й на Чемпионат Хорватии — групповая гонка

### Велокросс
2010-2011
2-й на Чемпионат Хорватии
2013-2014
 Чемпион Хорватии
2017-2018
3-й на Чемпионат Хорватии

## Рейтинги
| Год                 | 2009  | 2010   | 2011   | 2012  | 2013 | 2014 | 2015 | 2016 | 2017  |
| ------------------- | ----- | ------ | ------ | ----- | ---- | ---- | ---- | ---- | ----- |
| Мировой рейтинг UCI |       |        |        |       |      |      |      | -    | 935-й |
| Европейский тур UCI | 886-й | 1181-й | 1216-й | 859-й | -    | -    | -    | -    | 591-й |
|                     |       |        |        |       |      |      |      |      |       |
| Источник: UCI       |       |        |        |       |      |      |      |      |       |